# تشنغ كون ليانغ
تشنغ كون ليانغ (مواليد 4 يناير 1981) هو سبّاح صيني، مثّل بلاده في الألعاب الأولمبية الصيفية 2004.

## روابط خارجية
تشنغ كون ليانغ على موقع الاتحاد الدولي للسباحة (الإنجليزية)
- تشنغ كون ليانغ على موقع أوليمبيديا (الإنجليزية)
- تشنغ كون ليانغ على موقع اللجنة الأولمبية الصينية (الإنجليزية)